# Вершниця (картина)
«Вершниця» (рос. «Всадница») — картина російського художника Карла Брюллова (1799–1852), написана та вперше виставлена 1832 року. Створена на замовлення графині Юлії Самойлової і зображує її прийомних дочок — Джованніну й Амаліцію Пачині.

## Історія
Карл Брюллов написав картину на прохання графині Юлії Самойлової. Навіть на нашийнику собаки є прізвище Самойлових. Вперше картину виставлено 1832 року в галереї Брера в Мілані. Далі полотно зберігалося в графині до її розорення, тож 1872 року картину продали. 1896 року «Вершницю» придбали для Третьяковської галереї в Москві.
Спочатку вважали, що на полотні зображено графиню, але мистецтвознавці, вивчивши пізніші полотна Брюллова, довели, що насправді він намалював вихованок графині — Джованніну й Амаліцію Пачині. Художник назвав картину «Джованніна на коні». В Італії є гравюри цієї картини, які вважаються портретом співачки Марії Малібран — сестри Поліни Віардо.

## Сюжет
Головним на картині є рух. Старша із сестер — Джованніна — різко зупиняє розпаленого вороного коня, але сама незворушно спокійна (саме цей момент сучасники поставили в докір майстрові). Стук копит і завзятий гавкіт пса, що супроводжує дівчину на ранковій прогулянці, змусили вибігти на терасу її молодшу сестру Амаліцію. Її образ, створений живішим, блискуче передає безпосередність маленької дівчинки. Композиція портрета-картини відрізняється чіткою геометричною врівноваженістю, а вишуканий колорит надає всьому творові парадного характеру.

## Оцінки картини
Готова робота, 1832 року представлена публіці, викликала неоднозначну реакцію критиків. Багато хто засуджував картину, вказуючи на застигле, мертве обличчя вершниці. Деякі критики мали претензії на занадто вільної пози наїзниці, через що втрачалося відчуття швидкості й динаміки. Один з них сказав: «Вона або не помічає шаленої швидкості їзди, або занадто самовпевнена, щоб натягнути поводи й пригнутися, як би це зробив умілий вершник».
Незважаючи на критику, більшість глядачів добре сприйняли картину, назвали її шедевром. Після написання «Вершниці» Брюллов став поруч із видатними живописцями — Рубенсом, Ван Дейком. Глядачів підкорив масштаб картини, майстерність пензля художника. Що ж до виразу обличчя Джованіні — сам творець пояснював це особливим завданням, яке він тоді ставив перед мистецтвом.